# Salagena transversa
Salagena transversa is een vlinder van de familie van de Metarbelidae. De wetenschappelijke naam van de soort is voor het eerst gepubliceerd in 1865 door Francis Walker.

## Verspreiding
De soort komt voor in Sierra Leone, Togo, Congo-Brazzaville, Congo-Kinshasa en Zuid-Afrika.

## Waardplanten
De rups leeft op:
- Anacardiaceae
  - Mangifera indica
- Juglandaceae
  - Carya illinoinensis
- Myrtaceae
  - Psidium guajava
- Proteaceae
  - Macadamia integrifolia
  - Macadamia tetraphylla
- Sapindaceae
  - Litchi chinensis